# Bastardia bivalvis
Bastardia bivalvis là một loài thực vật có hoa trong họ Cẩm quỳ. Loài này được (Cav.) Kunth mô tả khoa học đầu tiên năm 1822.